# Santuario della Madonna del Taburno
Il santuario di Santa Maria a Monte Taburno è un'architettura religiosa sorta fra il XV e il XVI secolo sulle pendici del monte Taburno, a una quota di 544 m s.l.m., nel comune di Bucciano. Il santuario nacque come cappella votiva per ospitare una statua ritenuta miracolosa della Vergine Maria, e vi fu poi impiantato un convento di frati domenicani. È una meta regolare di pellegrinaggi: in particolare, è usanza tradizionale per la popolazione di Bucciano recarvisi la domenica successiva alla Pasqua.

## Storia

### Dalla nascita al periodo di massimo splendore

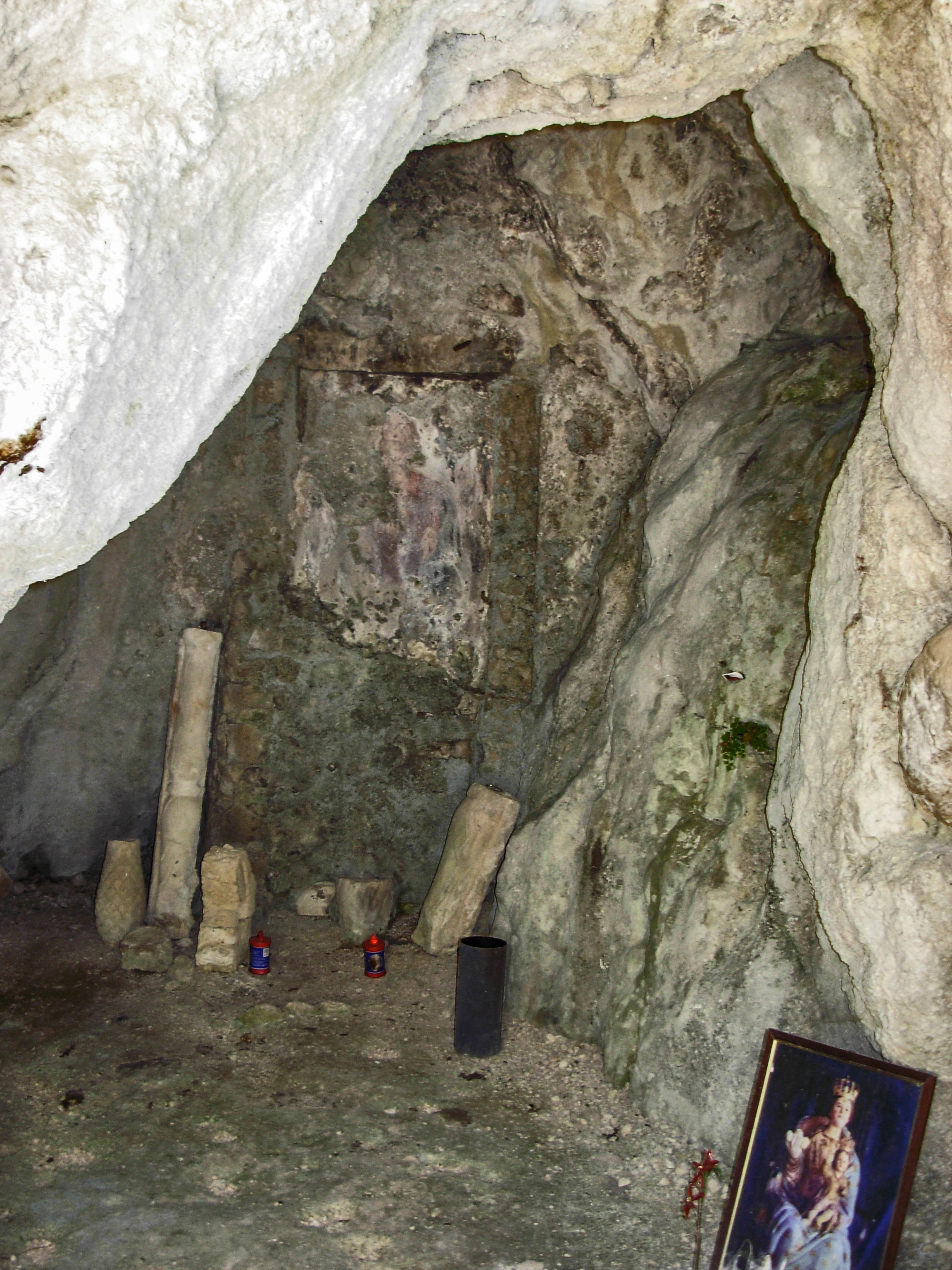
La grotta dell'apparizione. Si nota l'immagine affrescata della Madonna, molto rovinata.

La tradizione popolare vuole che il 7 febbraio 1401 una ragazza sordomuta di Moiano, chiamata Agnese Pepe, si trovasse a far pascolare delle pecore nei pressi di una piccola grotta sulle pendici del monte Taburno. La fanciulla sentì una voce chiamarla dall'interno della cavità: avvicinandosi, vide che vi si trovava una statua della Madonna con il Bambino. La statua le ordinò di scendere al paese e di riferire della propria presenza al padre e a tutta la popolazione, cosicché fosse prelevata da lì e le fosse trovata una degna sistemazione. Così fece la ragazza: il padre fu sbalordito nel sentirla parlare la prima volta, e si recò con un gruppo di compaesani da Carlo Carafa, il duca di Airola, sotto la cui giurisdizione ricadevano anche Moiano e Bucciano. Questi inviò molti suoi vassalli e uomini religiosi sul Taburno a verificare; poi andò egli stesso a venerare l'immagine con la sua corte, e seguirono gradualmente gli infermi del posto, che tornavano indietro miracolosamente guariti.
Quali che siano state le reali circostanze del ritrovamento dell'immagine sacra, è possibile che essa fosse stata nascosta secoli prima nella grotta per metterla al riparo dalla distruzione nel periodo dell'iconoclastia; e deve essere stato poco dopo il suo ritrovamento che fu eretta la prima chiesa, di cui rimangono oggi solo le mura perimetrali. Tuttavia viene anche fatto notare che quello del ritrovamento di un'immagine della Madonna è un racconto con cui viene giustificata l'origine di fin troppi santuari diversi. In tempi successivi alla traslazione della statua, apparve nella grotta un affresco che raffigurava ancora la Vergine con il Bambino, che restava intatto nonostante l'umidità.

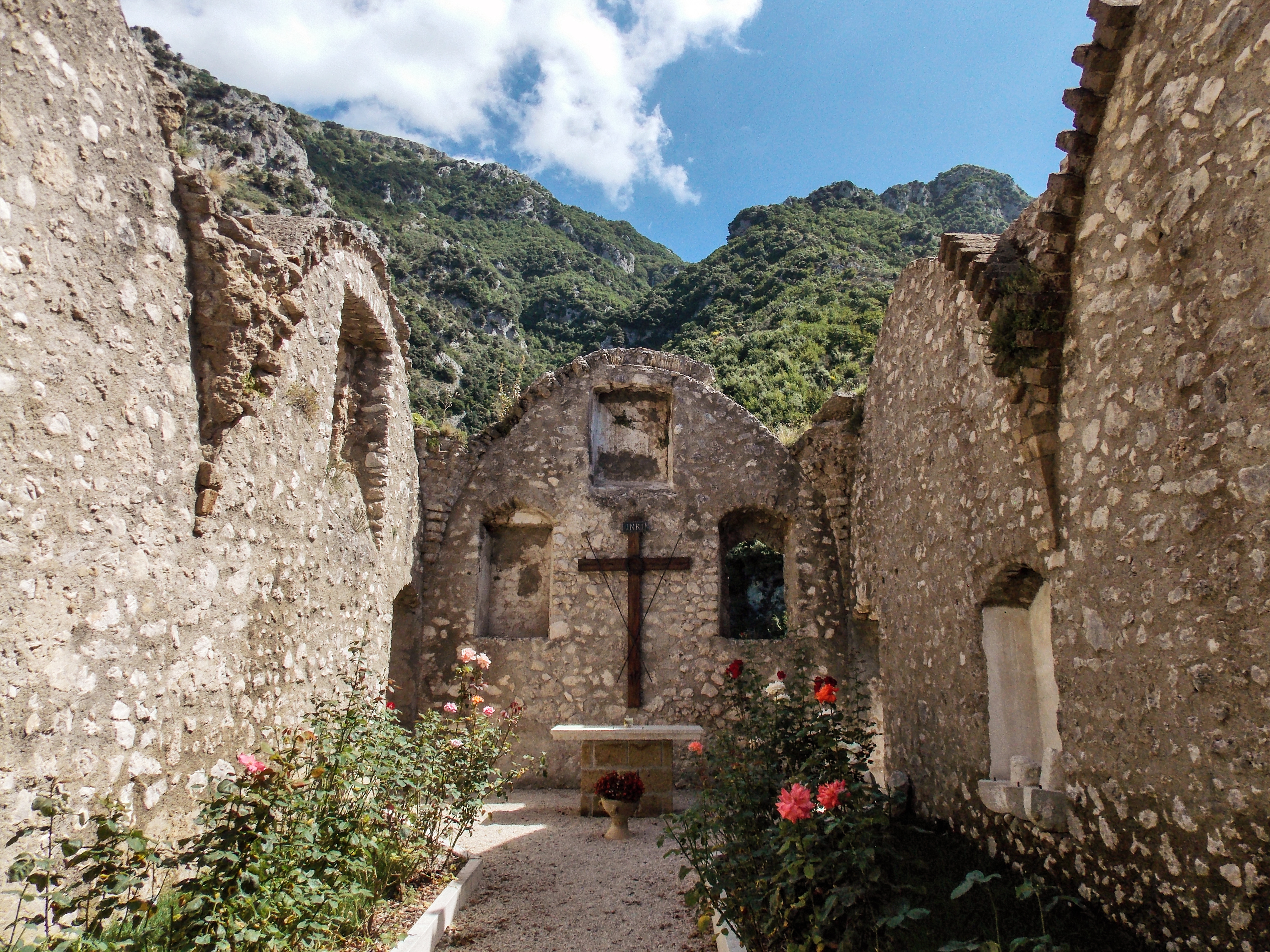
La chiesa vecchia (poi sacrestia)

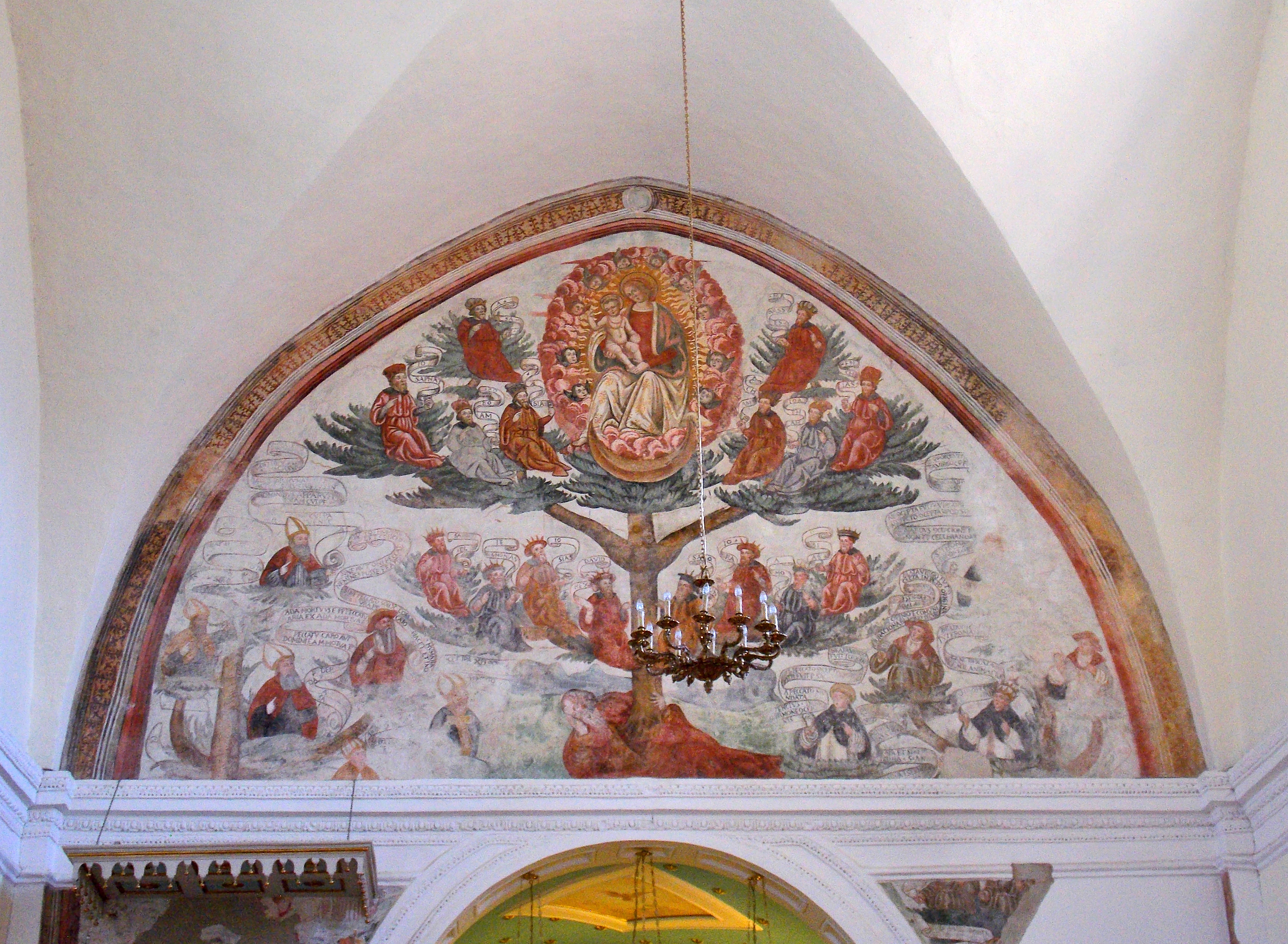
L'albero di Jesse, affresco dell'arco trionfale della chiesa.

Nel 1494 era conte di Airola Carlo Carafa, nipote del precedente. Dato il grande afflusso di pellegrini che venivano a venerare l'immagine della Madonna del Taburno, il conte volle l'istituzione di un convento nel luogo miracoloso. A muoverlo era il proprio sentimento religioso, ma anche la necessità di compiere qualche atto che il popolo devoto avrebbe apprezzato, e di consolidare la propria autorità legando la propria immagine a quella del convento.
Il Carafa iniziò quindi le trattative per l'insediamento di qualche comunità religiosa con Fra Stefano de Vio, Provinciale dei Conventi del Regno e vicario generale della Congregazione Osservante di Terra di Lavoro. Il 17 ottobre 1498, nella chiesa di San Domenico Maggiore a Napoli, fu stilato l'accordo ufficiale per l'istituzione del cenobio, che sarebbe andato ai frati domenicani. I termini del patto prevedevano che i conti di Airola si impegnassero a donare al convento 30 ducati ogni 4 mesi. Ad esso fu inoltre concesso il terreno circostante, chiamato Sorca di Santa Maria, e furono garantiti altri benefici.
La costruzione del convento fu tentata inizialmente mezzo miglio sopra il sito attuale, ma ben presto fu interrotta: il luogo, infatti, non presentava sorgenti; inoltre si dice che dopo ogni notte la costruzione venisse ritrovata distrutta. Si dice anche che, proprio in quei giorni, l'acqua iniziò a sgorgare ai piedi della grotta della statua della Madonna. Ciò fu inteso come un segno miracoloso che la Vergine Maria voleva il convento costruito proprio dove si era palesata la statua. I conti di Airola, allora, donarono ai frati anche la chiesetta già costruita perché potesse essere inglobata nel nuovo cantiere.
Grazie ai tantissimi pellegrini che si recavano al convento e alle loro donazioni, le finanze del gruppo religioso rimasero buone per lungo tempo. A testimonianza di quanto fosse diffusa la devozione popolare e quanto fosse influente il convento in ambito locale, papa Sisto V concesse che le donne potessero entrare nel convento quattro volte l'anno. Dal 1571 i frati furono autorizzati a condurre la processione del Corpus Domini da soli. Dal 1685 la chiesa conventuale ospitò una Confraternita dedicata alla Madonna del Rosario, la quale doveva versare 20 carlini all'anno.
Inoltre, il priore del convento fungeva sostanzialmente da parroco per gli abitanti dei mulini del Fizzo, presso Bucciano, tanto che essi avevano dovere di osservare il precetto pasquale al convento, e nel 1686 alcuni furono scomunicati per averlo trasgredito. Due religiosi del convento si recavano ogni anno ai mulini per piantare delle croci in segno della propria autorità sul luogo.
Nel convento dimorò, dal 1669 al 1672, Vincenzo Maria Orsini, il futuro papa Benedetto XIII. Nel 1715 vi risiedevano circa 20 frati, «frà quali sono inclusi alcuni Novizj professi, e vi sono due Lettori di Teologia, conforme usa la nostra Religione in tutti i luoghi di studio».

### L'abbandono

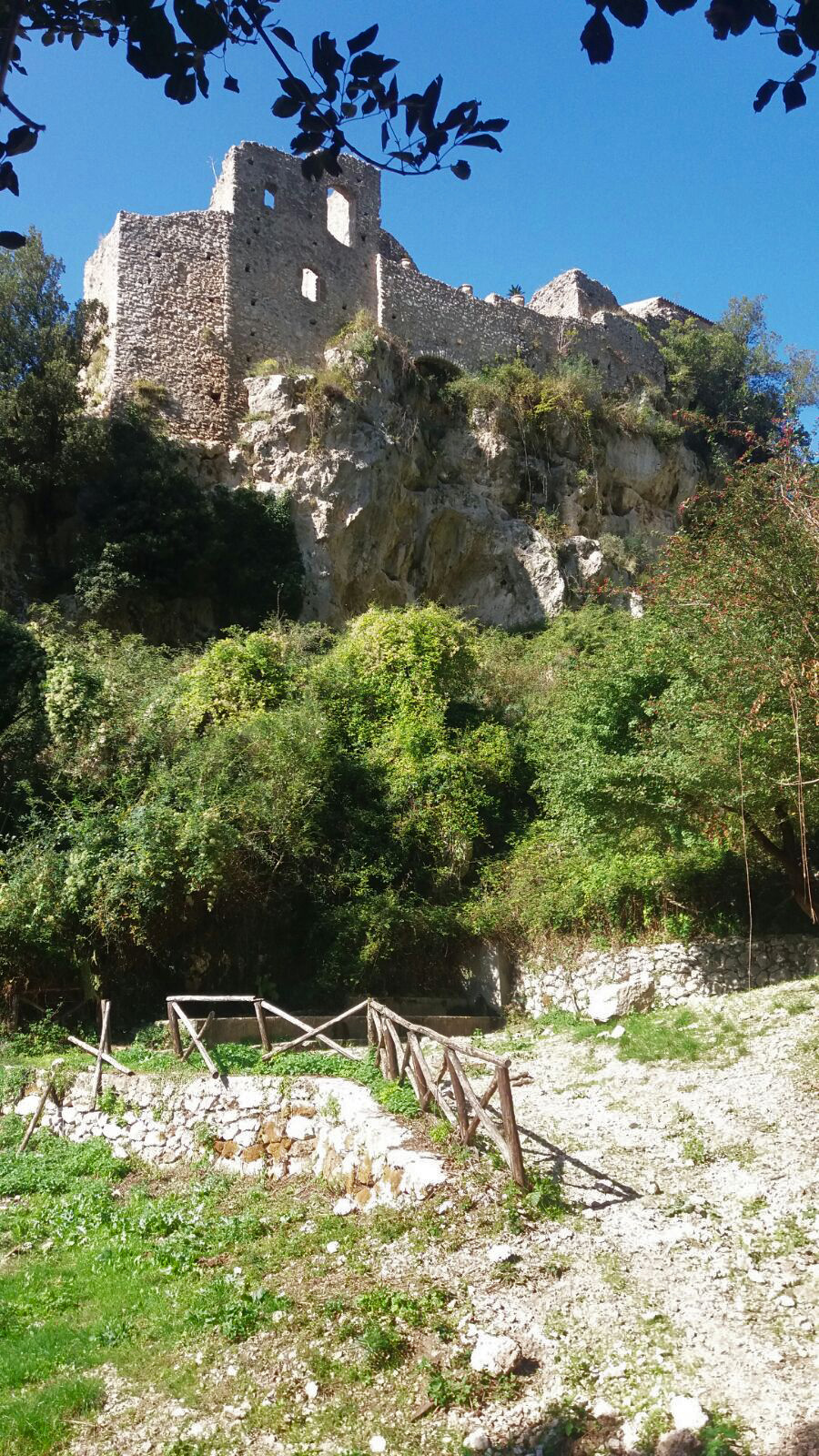
Vista posteriore della parte crollata del convento.

Nel 1743, dopo una discussione durata qualche anno e autorizzati dal duca di Airola Bartolomeo II, i frati decisero di abbandonare il santuario per trasferirsi in un nuovo convento nel fondovalle, ai margini del centro abitato di Airola. Nel 1753 il marchese Brancone, segretario di stato del Regno di Napoli, ufficializzò il cambio di sede. I documenti riportano che una mossa del genere era stata tentata già negli anni 1680, ma miracolosamente la statua della Madonna già portata a valle era tornata nella posizione originaria, e di nuovo che dopo ogni notte si trovava demolito quanto costruito il giorno prima.
Non è noto perché i domenicani decisero di abbandonare il santuario, nonostante l'entità dell'attività conventuale, dei pellegrinaggi, delle entrate, fossero soddisfacenti. Sicuramente fu incisivo l'isolamento rispetto alla valle; i frati lamentavano anche i furti, nonché i danni che il terremoto del 1688 e quello del 1702 avevano arrecato alla costruzione. È possibile, però, che il trasferimento sia stato intrapreso per altri interessi, in particolare per via di dinamiche non chiarite fra i frati e l'amministrazione locale.
Le proteste dei fedeli della Valle Caudina non si fecero attendere: le lamentele furono recapitate al re Carlo III, e poi nel 1779 al nuovo sovrano Ferdinando IV, con una lettera firmata da 118 persone. Esse insistevano sul fatto che con la chiusura del santuario si era perso un importante punto di riferimento per il culto, e che la rendita che era stata garantita ai frati doveva servire per il mantenimento del luogo e della statua miracolosa: quindi, sarebbe stato opportuno devolverla ad un altro ordine religioso perché si occupasse di ciò.
Fu avviato un processo informativo, durante il quale i firmatari contestarono molti dei punti che erano stati avanzati dai frati a favore del proprio trasferimento e che sminuivano l'importanza del luogo religioso: essi facevano presente, per esempio, che il reale motivo per cui il luogo era in degrado era proprio che vi erano stati sottratti elementi architettonici per costruire il nuovo convento a valle. Infine, il sovrano dispose che i frati si impegnassero a lasciare un custode laico al santuario per assicurare che i pellegrinaggi potessero proseguire, facessero celebrare messa ogni giorno a loro spese e avessero particolare cura della domenica in albis, principale evento di pellegrinaggio.
Ciò non fermò il progressivo declino delle strutture del santuario del Taburno: a metà del XIX secolo, per esempio, la strada per giungervi era ormai completamente erosa. Tuttavia il luogo continuava ad essere officiato: vi erano messe con cadenza settimanale, ed era affidato ad un rettore con due eremiti.

### Il travagliato recupero

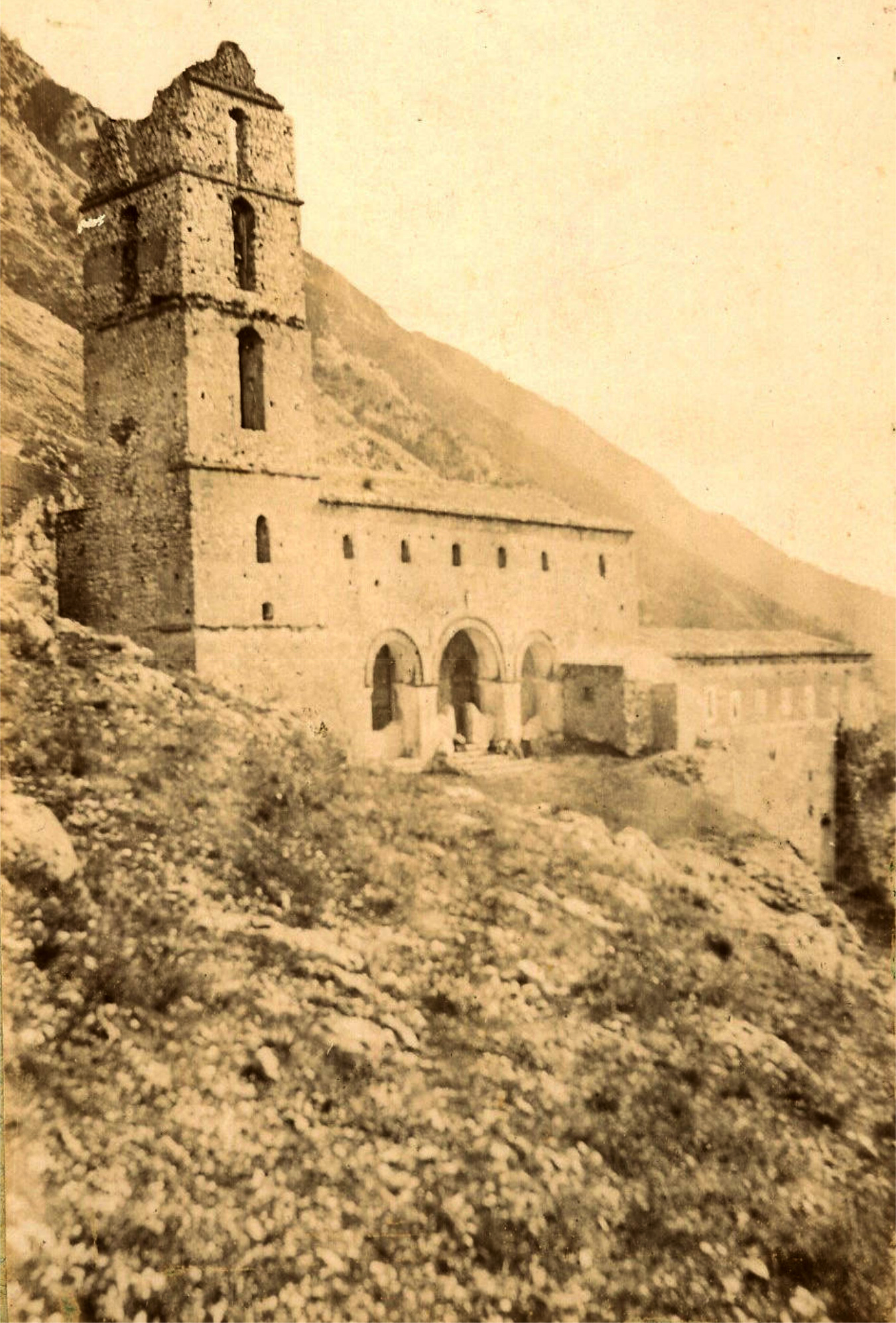
Una vecchia foto del santuario, scattata prima dell'abbassamento del campanile.

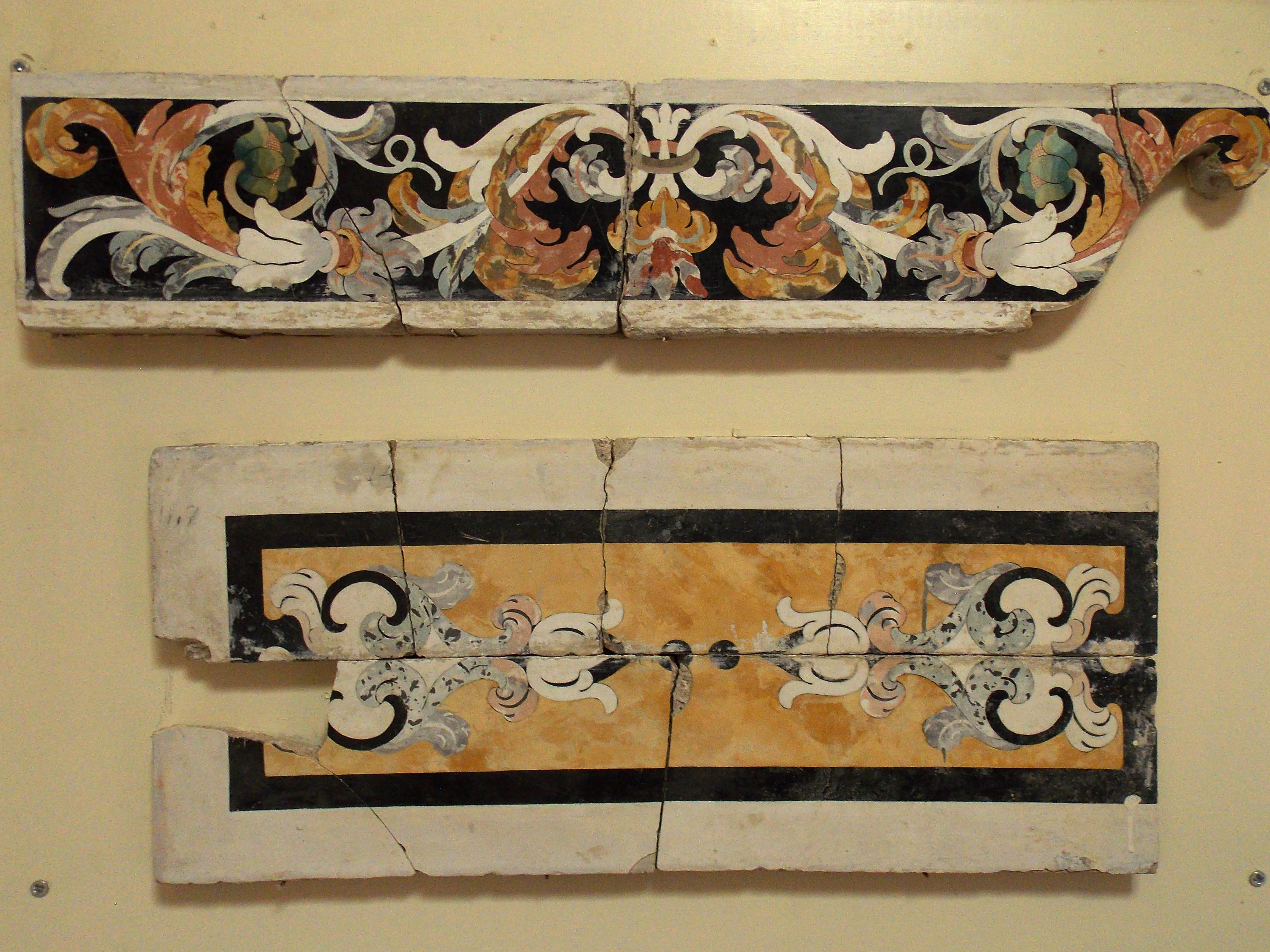
Qualche resto dei marmi che decoravano l'altare prima dell'ondata di vandalismi alla fine del XX secolo.

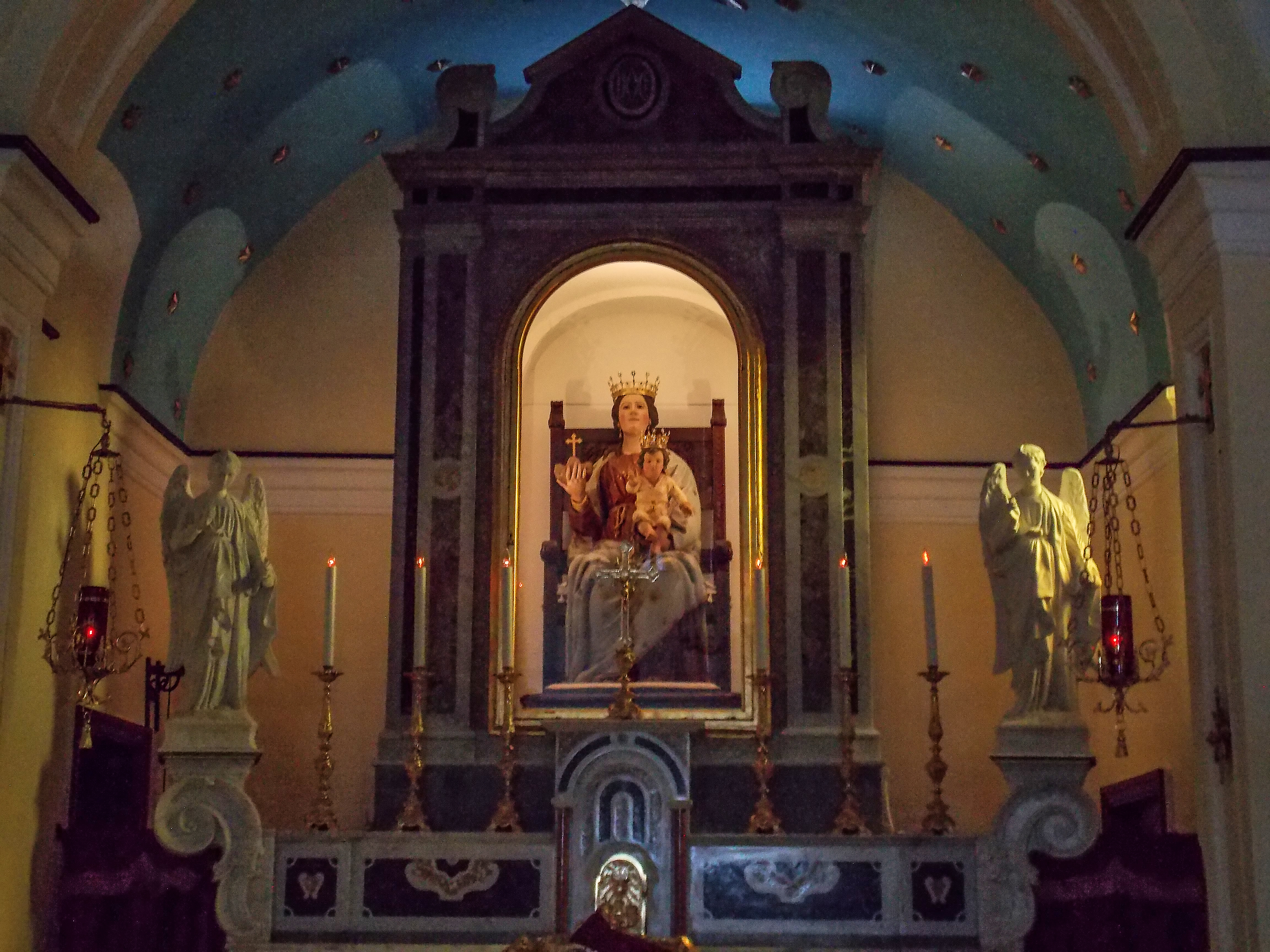
L'altare ricostruito con la venerata statua della Madonna con il Bambino

Un cambiamento di direzione si ebbe nel 1890, con l'insediamento del nuovo parroco Domenico Napolitano nella chiesa di San Giovanni Battista di Bucciano. Al suo arrivo lo stato di incuria del santuario era ormai avanzato, ben simboleggiato dalla grotta della Madonna, divenuta ricovero per le greggi. Così il sacerdote, d'accordo con il sindaco del neonato comune, Enrico Crisci, promosse il recupero del santuario investendovi di tasca propria ed invitando i prelati a visitarlo. Il 6 settembre 1891 vi salì per un primo solenne pellegrinaggio il cardinale Camillo Siciliano di Rende, arcivescovo di Benevento. Altri pellegrinaggi seguirono negli anni successivi.
Nel 1892 furono attuati alcuni interventi di rinforzo strutturale: furono aggiunte delle scarpe alle mura perimetrali, furono restaurati il campanile, la facciata e parte dell'ala conventuale. Tali lavori, tuttavia, furono poco validi dal punto di vista artistico. All'inizio del XX secolo la diocesi di Sant'Agata de' Goti, sotto cui Bucciano ricadeva, e il comune si accordarono per la custodia continua del luogo. Nel 1925 il parroco Nicola De Simone si adoperò per qualche ulteriore restauro, grazie alle donazioni dei Buccianesi emigrati negli Stati Uniti.
Il santuario ebbe qualche danno con il terremoto del 1930, ma fu restaurato ancora con le donazioni degli emigrati fra il 1947 e il 1948. Ancora, fu interessato dal sisma del 1962; nonostante questo, fra gli anni cinquanta e i settanta i vescovi Costantino Caminada e Ilario Roatta intensificarono l'utilizzo dell'ex convento, stabilendovi ritiri per i seminaristi e per l'Azione Cattolica, nonché colonie estive.
Un colpo più preoccupante alle strutture del convento fu causato dal terremoto dell'Irpinia del 1980. Ne conseguì un nuovo periodo di abbandono, durante il quale furono trafugate e distrutte per buona parte le decorazioni degli altari, mentre la statua della Madonna finì privata del Bambino che aveva in braccio.
Nel 1998 si insediò il nuovo vescovo di Cerreto Sannita-Telese-Sant'Agata de' Goti, Michele De Rosa. Egli promosse una collaborazione fra diocesi, parrocchia e comune di Bucciano per il recupero del santuario. Così, nei primi anni 2000, dopo che era già stato già riparato il tetto della chiesa, la diocesi restaurò il campanile, mentre la provincia di Benevento faceva lo stesso con la parte residenziale dell'ex convento e la parrocchia di Bucciano ripristinava la chiesa, di nuovo usando le offerte dei fedeli. La chiesa è stata reinaugurata il 18 novembre 2007, insieme ad un adiacente braccio del chiostro del convento.
Sono poi proseguiti i lavori per il recupero del convento, che è stato destinato a casa di accoglienza.

## Descrizione
Le strutture architettoniche del santuario sono costruite quasi interamente in pietre calcaree locali, «cementati con calce e cattivissima arena argillosa» che non ha favorito la conservazione. Il complesso consiste della chiesa, preceduta da un portico e dal campanile alla sua sinistra; del chiostro, adiacente al lato destro della chiesa; dell'ex convento, a destra del chiostro; e della vecchia sacrestia, che si trova dietro al chiostro ed è in realtà la prima chiesa costruita all'inizio del XV secolo.
Davanti alla chiesa è un piazzale, pavimentato durante i lavori compiuti negli anni 2000. Dietro all'edificio sacro, sul lato sinistro, è la grotta dove si crede che sia apparsa la statua della Vergine Maria.

### Corpo frontale

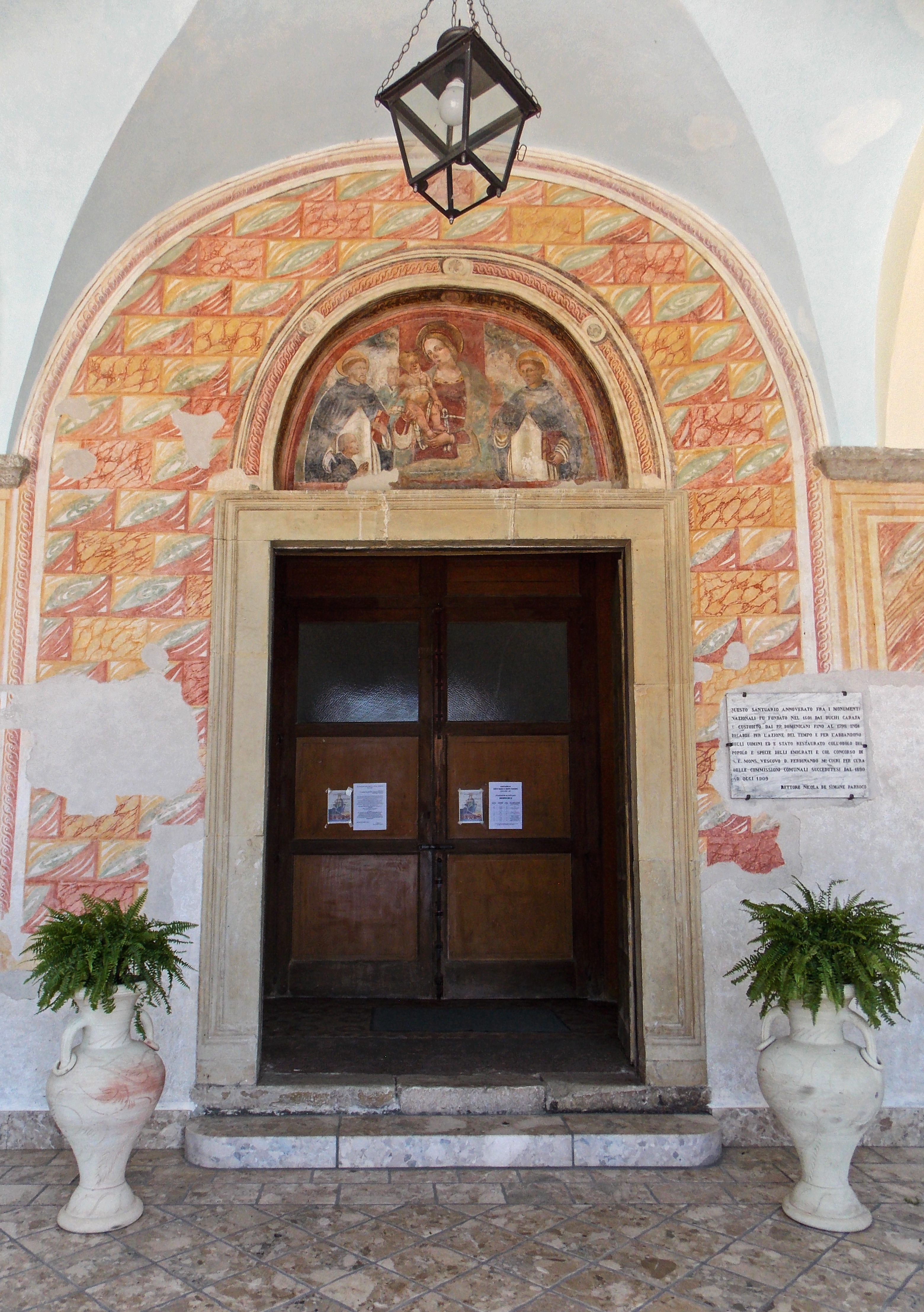
Il portale della chiesa

Il porticato davanti alla chiesa presenta frontalmente tre arcate a tutto sesto costruite in tufo, ed è coperto da altrettante volte a crociera. Le due arcate laterali sono chiuse con un parapetto; l'arcata centrale, più grande, presenta un parapetto simile, aperto al centro. Sulle lastre di travertino che lo coprono si leggono, ai due lati, le scritte APRILIS e 1596: questa potrebbe essere la data di costruzione del portico e del braccio frontale del convento.
Il muro di fronte alle arcate si apre in tre porte: quella centrale, con cornice in pietra, è l'accesso alla chiesa; quella sinistra dà accesso verso la grotta; quella destra, ancora incorniciata in pietra, è l'entrata al chiostro.
Altre due porte, sui lati corti sinistro e destro del portico rispettivamente, consentono l'accesso al vano di base del campanile e ad un ambiente di servizio.
L'ambiente era completamente affrescato con decorazioni geometriche del tardo XVI secolo, successivamente coperte di vernice e in buona parte riportate alla luce con gli ultimi restauri. Invece le lunette dei portali centrale e destro, e un tondo al di sopra del portale sul lato destro, sono figurative: sopra il portale di ingresso alla chiesa, in particolare, sono dipinti la Madonna con il Bambino fra san Domenico di Guzmán e san Tommaso d'Aquino. Il conte Carlo Carafa, fondatore del convento, appare in basso a sinistra nell'atto di pregare, sorretto da san Domenico.
Sopra al portico sono alcune celle dei frati, illuminate tramite una serie di finestrelle visibili all'esterno sopra le arcate. Il corridoio che le collega dà anche accesso al campanile.
Quest'ultimo era costituito, in origine, da 4 ordini, che si aprono in alte monofore. L'ultimo è stato abbattuto per problemi statici.

### Chiesa

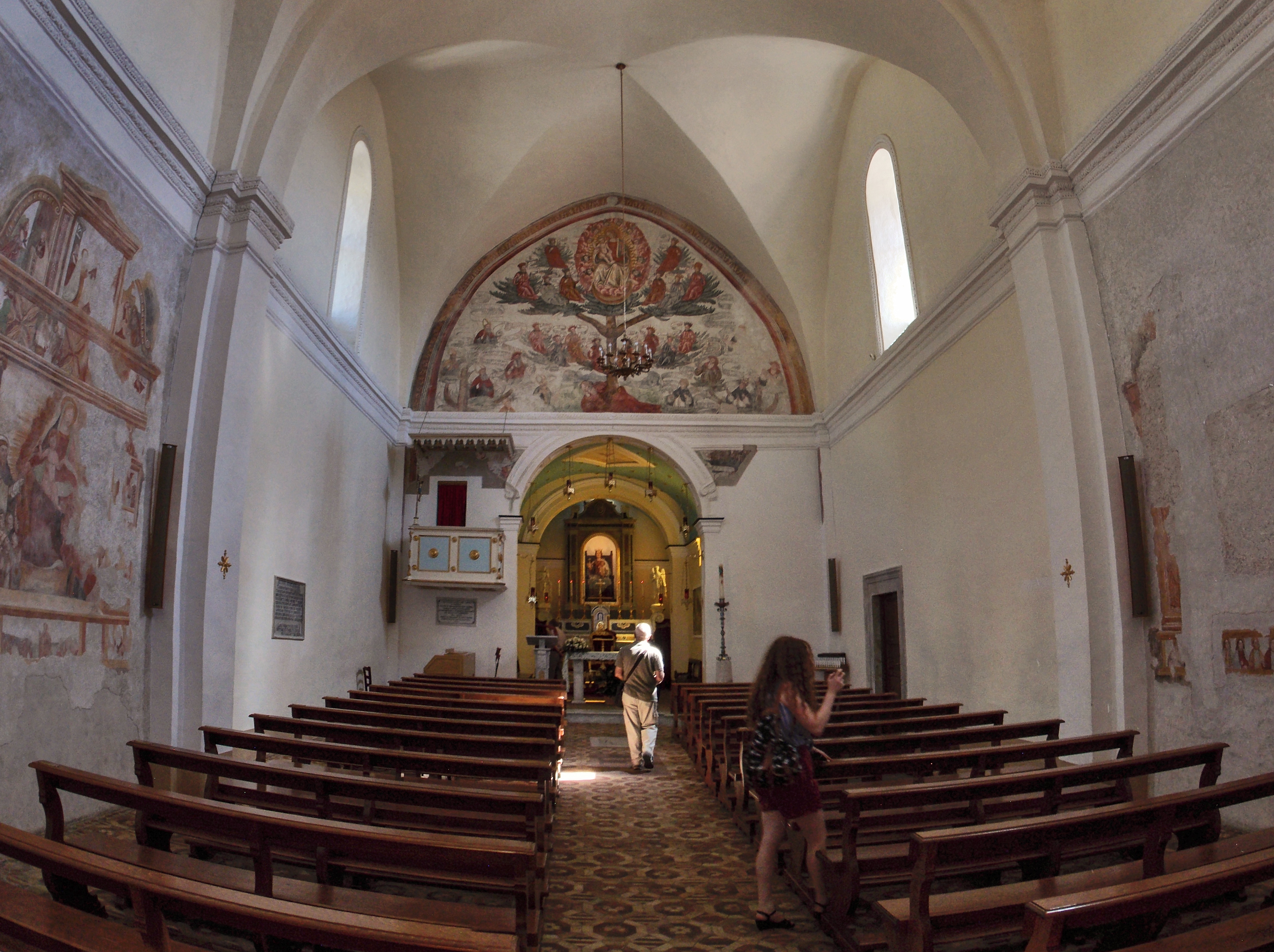
Interno della chiesa

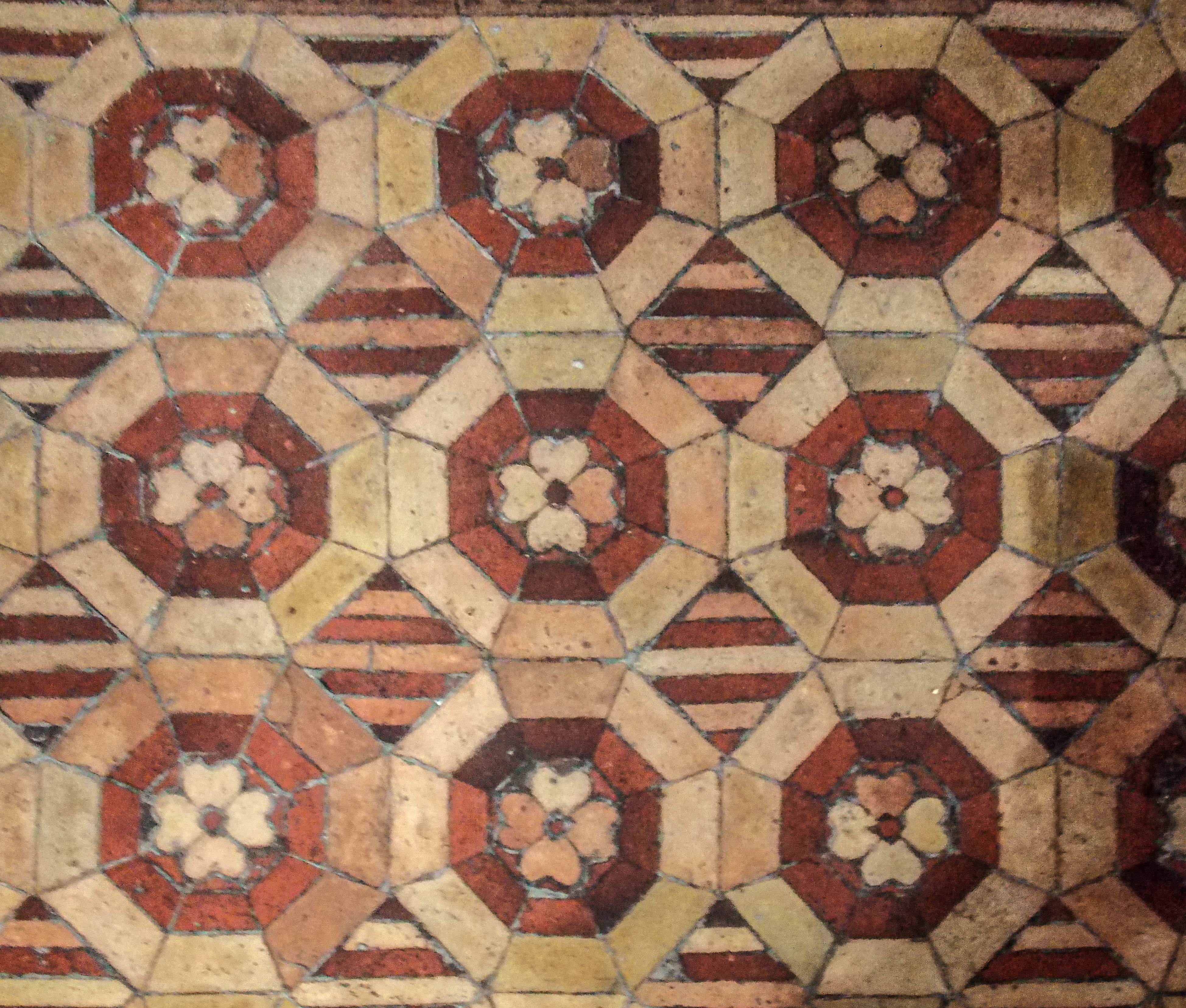
Il pavimento della navata

La chiesa ha una pianta a navata unica rettangolare, con un presbiterio più stretto in fondo ad essa. La navata è coperta con due notevoli volte a crociera a sesto acuto. Le due mura laterali presentano ciascuna un pilastro a metà della propria lunghezza, per poter sorreggere le volte, e hanno una monofora sotto ciascuno degli archi. Sopra le volte è un tetto a capriate lignee coperto di tegole.
Interessante è il pavimento della navata, che dovrebbe risalire all'epoca della costruzione della chiesa. Si compone di piastrelle di terracotta di produzione locale, di composizione e quindi colore diverso, disposte a formare un disegno che si ripete modularmente: un ottagono con un rosone a quattro foglie nel mezzo. Presso il presbiterio il disegno modulare si interrompe per dare spazio allo stemma della famiglia Carafa. Altri tre stemmi, in pietra, furono inseriti in tempi successivi. Si notano inoltre riparazioni in tre punti del pavimento, forse successive a tentativi di furto.
La chiesa risultava semplicemente intonacata già nel 1715, con le mura della navata contornate di un cornicione intagliato ancora oggi esistente. Durante gli ultimi restauri, tuttavia, sono emerse più aree affrescate.
È particolarmente pregevole la raffigurazione dell'albero di Jesse che riempie l'arco trionfale della navata: dalla pancia di Jesse, padre del re Davide, sorge un albero sulle cui fronde siedono i re di Giuda, mentre in cima è la Madonna con il Bambino in gloria. L'albero rappresenta la duplice natura del Cristo, divino ma allo stesso tempo discendente dagli uomini. Ai piedi dell'albero compaiono figure in abito curiale e domenicano. L'albero di Jesse in Italia meridionale appare come simbolo legato alla lotta contro le eresie: il ruolo importante che ebbero i domenicani nell'Inquisizione può spiegare il motivo per cui esso fu rappresentato nel santuario del Taburno. Altri due affreschi, sul muro sinistro della navata, raffigurano rispettivamente il Cristo morto fra le braccia della Madonna e la Madonna con il Bambino in trono.
La chiesa aveva un altare maggiore coperto in marmo, più quattro altari in stucco verniciato. Durante il periodo di abbandono seguito al terremoto del 1980, questi sono stati vittima di furti e vandalismi. Inoltre, originariamente il presbiterio era più profondo e dietro l'altare maggiore si trovava un coro ligneo. Perduto è anche un quadro della Madonna della Sanità con san Giovanni Battista e Santa Rosa, che ornava un altare laterale.
Soltanto l'altare maggiore, nel presbiterio, è stato ricostruito fedelmente durante i restauri che hanno consentito di riaprire la chiesa. Esso ospita la venerata statua della Madonna con il Bambino, restaurata fra il 2013 e il 2014. Nella descrizione di Serafino Montorio del 1715, la statua è «di legno dorato, mà hà la Testa di carta pesta, della quale materia è anche il Bambino Giesù, che tiene frà le sue braccia».
La sacrestia attuale è un vano a sinistra dell'altare, anch'esso ridipinto durante l'ultimo restauro.

### Chiostro e chiesa vecchia

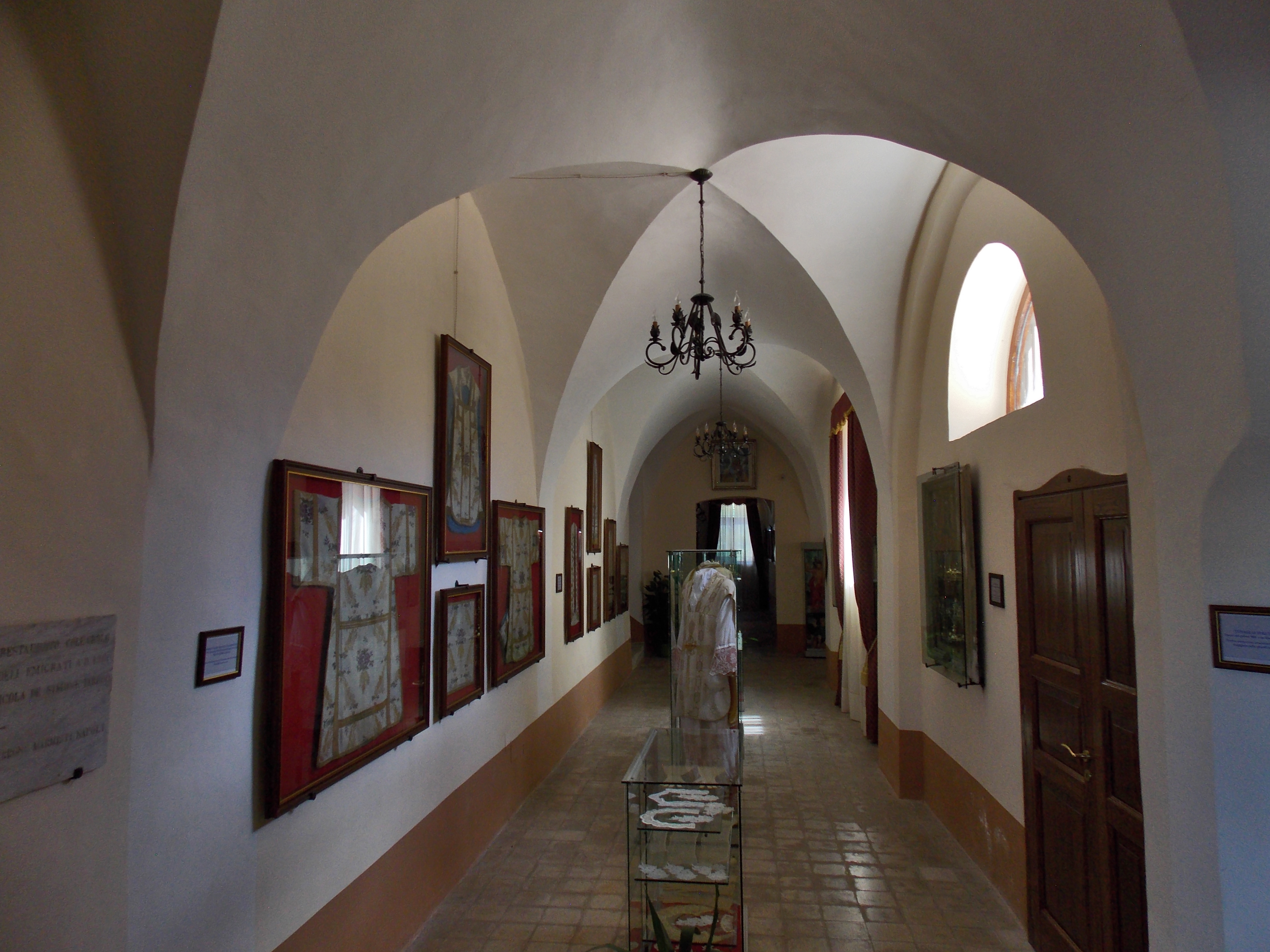
Il chiostro (ora museo)

Il chiostro del santuario si trova fra la chiesa e le celle del convento, ed è stato completamente trasformato: gli interventi del XIX o XX secolo hanno reso i corridoi un ambiente chiuso, e ne hanno inglobato un braccio nella parte abitativa. Il chiostro, in origine, aveva un altro ordine al di sotto di quello visibile attualmente, ma esso fu poi inglobato completamente nel convento. Al centro del chiostro, un oculo dà luce al piano inferiore. Le volte del camminamento sono a crociera; il suo braccio adiacente alla chiesa è adibito a museo.
La chiesa vecchia è accessibile direttamente dal chiostro. Anch'essa, come la chiesa attuale, era coperta tramite due volte a crociera gotiche, ma rimangono soltanto le mura perimetrali. In questo ambiente, utilizzato poi come sacrestia, erano custodite in due urne di legno le spoglie imbalsamate del conte fondatore Carlo Carafa, e del principe suo nipote.

### Convento

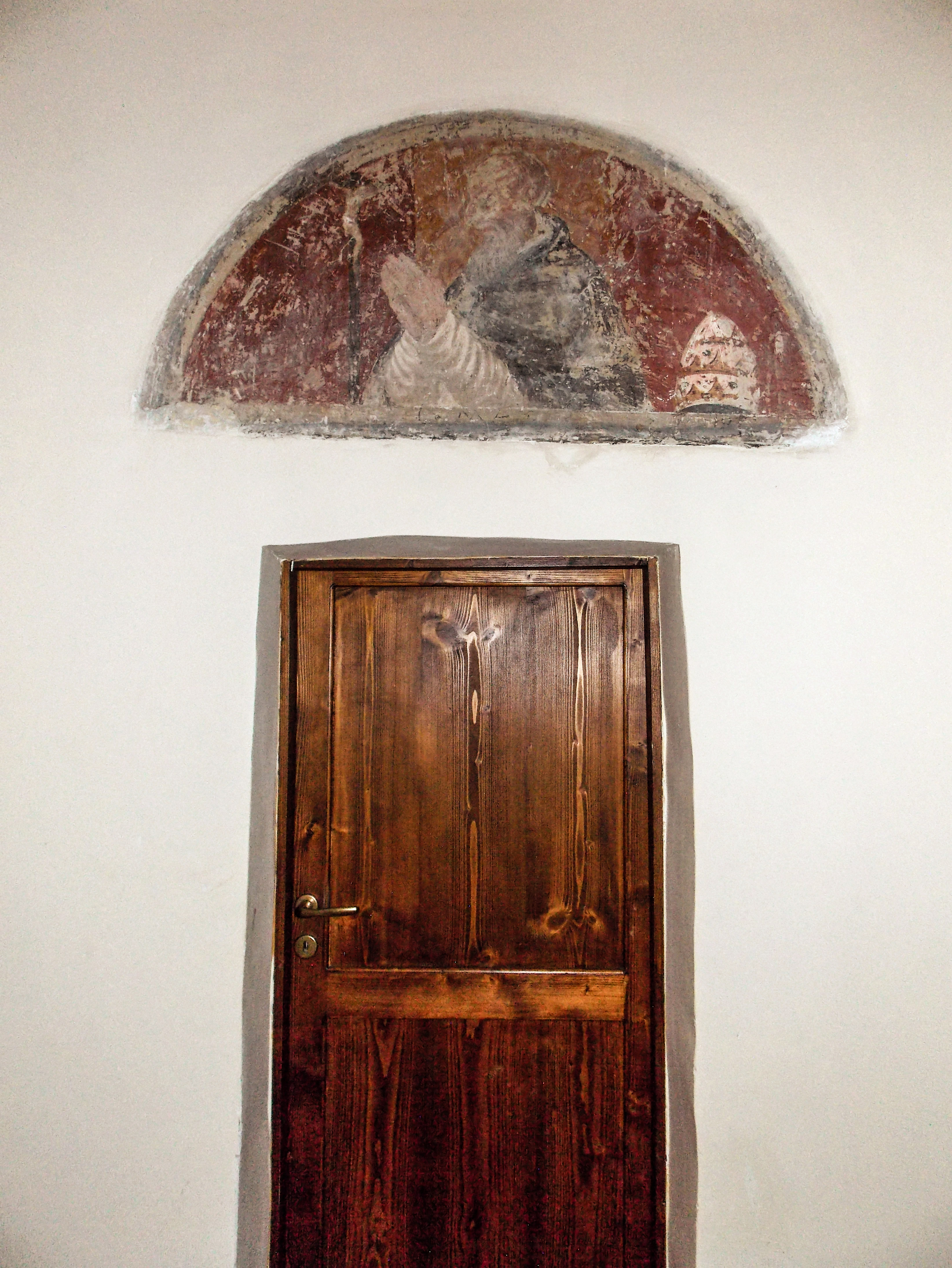
Porta di una cella

A causa del dislivello naturale, il livello del chiostro corrisponde al piano superiore dei due che costituiscono il convento, che ha una pianta a L.
Il piano superiore ospita quelle che erano le celle dei frati: lungo il braccio sud-est, parallelo al portico della chiesa, ve ne sono 8, con copertura in forma di volta a padiglione. Nelle lunette sopra le porte di tali celle sono affrescati ritratti di santi domenicani. L'ala nord-est, adiacente al chiostro, era già allo stato di rudere nel 1715. Qui sono state recuperate tre celle, coperte in legno; ma ve ne erano altre tre, lasciate allo stato di rudere, e un ambiente che doveva servire a scendere nel giardino, che si estendeva fra le due ali del convento.
Il piano inferiore del convento, cui si accede dal chiostro tramite un antico scalone, comprende una serie di ambienti coperti a volta, fra cui erano la porteria e le cucine; spicca per la sua vastità l'ex refettorio, nel braccio nord-est. Sotto tali ambienti sono tre cisterne: mediante l'utilizzo di canalizzazioni che passavano dietro il convento, qui veniva immagazzinata l'acqua che sgorga presso la grotta dell'apparizione.
Il giardino era abbandonato già nel 1715, ma se ne conservava il ricordo di un ambiente rigoglioso, comprendente anche una peschiera alimentata dalle canalizzazioni.

### Grotta e dintorni

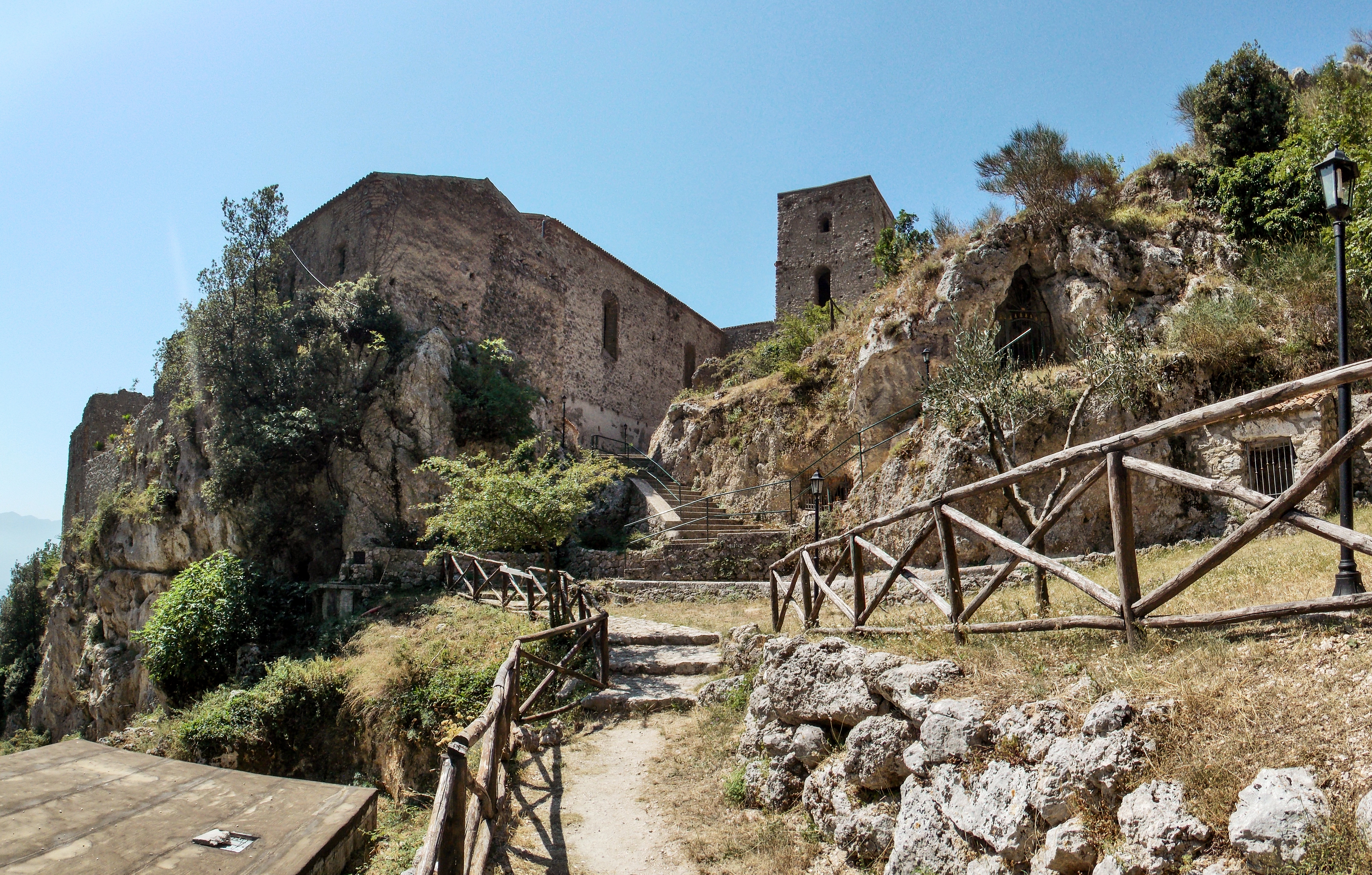
Vista posteriore del santuario. A destra nell'immagine sono la grotta della Madonna (in cima alla ringhiera) e la sorgente (all'estremità, dietro la balaustra in legno).

La grotta dove la tradizione vuole che si sia manifestata la statua della Madonna si trova a sinistra del presbiterio della chiesa. Dentro di essa è visibile ancora l'affresco della Madonna con il Bambino che si dice esser apparso miracolosamente dopo la statua, anche se è molto degradato. Subito sotto la grotta è l'antica sorgente miracolosa, davanti alla quale è stato allestito un piccolo giardino. Qui, nel 2015, è stata installata una statua della fanciulla cui si manifestò la Madonna, Agnese Pepe.
Dietro la chiesa ed il convento è un dirupo, oltre il quale un sentiero conduce alla vicina grotta di San Simeone.

## Folclore
Il pellegrinaggio al santuario che la popolazione di Bucciano effettua in occasione della domenica in albis è sicuramente l'evento più consolidato legato al santuario. Esso trova le sue origini già nella bolla con cui papa Sisto V concedeva l'accesso delle donne al convento in tale ricorrenza, nonché nell'obbligo di precetto pasquale nel luogo sacro, che sicuramente era in vigore nel XVII secolo.
Oltre all'apparizione miracolosa, altri prodigi sono attribuiti all'intercessione della Madonna del Taburno. Si parla innanzitutto di un'alluvione nel 1865, in cui le preghiere alla Vergine fecero sì che in tale evento i danni fossero limitati, e non morissero uomini né bestie. Oppure di Francesco De Masi, parroco di Airola nel XIX secolo, che a 4 anni era muto e parlò per la prima volta davanti alla statua. Ancora vengono ricordate guarigioni dal colera, e sventure capitate a chi mise in dubbio la santità del simulacro.
Un gruppo di sordi della Campania si reca annualmente al santuario, spinto dalle guarigioni miracolose che vengono tramandate.